# Набеги ихванов на Трансиорданию
Набеги ихванов на Трансиорданию — серия вторжений в 1922-1924 годах в Трансиорданию вооружённых отрядов мусульманских религиозных фанатиков ихванов. 

## Предыстория
После поражения хашимитов в Неджд-Хиджазской войне 1919 года и провалившейся попытки создания Хашимитской власти в Сирии англичане надеялись закрепить Трансиорданию и Ирак в качестве королевств под управлением этой династии и прилагали много усилий чтобы обезопасить их от внешних и внутренних угроз. Военная помощь англичан эмиру Абдалле была использована для подавления восстаний в Куре (1921 год), а позже и султаном Адваном для тех же целей (1923). Однако несмотря на это 1922—1923 года были относительно спокойными, но новая угроза стала нарастать с юго-востока страны, это было движение ихванов, поддерживаемые эмиром Неджда Абдул-Азизом Аль Саудом. Движение продвигалось на северо-запад и к лету 1922 достигли границ Трансиордании. Угроза вторжение сплотила кочевые племена и правительство страны. Эмир не мог отразить эти атаки в одиночку, поэтому британцы, державшие свою базу ВВС недалеко от Аммана, стали главным препятствием для ихванов, помогая эмиру Абдалле сохранить свою власть в Трансиордании.

## Первый набег (1922)
Ихваны начали свое первое наступление на Трансиорданию в 1922, уничтожив две деревни в 12 милях к югу от Аммана, которые принадлежали племени Бани Сахр. В двухдневном сражении члены племени, при поддержке плени хадидов, сумели победить рейдеров. Вторые были перехвачены британскими и самолётами после того, как они начали отступать.

## Второй набег (1924)
В августе 1924 года начался второй ихванский рейд, который был более крупным, войска насчитывавшие около 4500 рейдеров, напали на Трансиорданию, к тому времени находившуюся под британским протекторатом. Рейдеры снова вступили в бой с жителями деревнями бани-Сахр, однако их атаковали британские ВВС с помощью самолётов. Армия ихванов понесла тяжелые потери, число погибших достигло 500 человек. В результате набегов на деревни погибло 130 человек.

## Результаты
Вскоре после провальных набегов на Трансиорданию произошёл конфликт между Абдул-Азиз Аль Саудом и ихванами, так как первый запретил им рейды в соседние государства. Это привело к набегам в 1927—1930 годах на королевство Неджд и Хиджаза. В 1927 произошёл набег на юг Ирака; в январе 1928 — на Кувейт, где ихваны захватили много овец и верблюдов. 
В итоге ихваны были разбиты армией Абдул-Азиза Аль Сауда, а предводители движения погибли; остатки войск были включены в состав подразделений королевства Неджд и Хиджаз.